# 꼭지
《꼭지》는 2000년 3월 25일부터 2000년 9월 10일까지 방영된 KBS 2TV 주말 드라마 작품이다.

## 소개
1975년을 배경으로 고아가 된 꼭지의 시선으로, 세 명의 외삼촌인 학교에서 아이들을 가르치는 교사인 장남 준태, 원리원칙자이며 출세의 야망이 가득한 경찰관인 차남 현태, 그리고 천방지축이고 늘 말썽을 일으키는 막내아들 명태의 이야기.

## 등장 인물

### 주요 인물
- 박근형 : 송만호 역
- 윤여정 : 김복녀 역
- 이종원 : 송현태 역

송만호과 김복녀의 차남. 가족과 떨어져 파출소에 순경으로 근무하면서 사법시험 공부를 하고 있다. 원리원칙주의자이며 거만하고 차갑게 보인다는 이유로, 동생 명태에게는 피도 눈물도 없는 인간이라는 평을 듣는다.
- 원빈 : 송명태 역

1954년생. 송만호와 김복녀의 삼남. 22살의 늦깎이 고등학생이다. 싸움을 좋아하고 미래에 대한 비전이나 야망도 없고 이루는 대로 살아 있는 그가 처음으로 사랑에 빠진다. 상대는 다방의 마담으로, 형 준태의 친구이자 7세 연상의 미혼모 상란이다. 상란을 사랑하게 되고 처음으로 자신의 삶을 뒤돌아보게 된다.
- 박지영 : 배상란 역

1948년생. 다방 마담, 준태의 동창
- 박상아 : 김지연 역

송현태의 아내.
- 조민기 : 송준태 역

송만호와 김복녀의 장남. 꼭지의 첫째 외삼촌이며, 누나 부부를 대신 꼭지를 키워주는 양아버지이다. 정이 많고 상냥하지만 우유부단하다. 3형제의 장남으로 어릴 적부터 부모님의 관심과 기대를 한몸에 받는다. 대학 입학 후 아버지가 방앗간으로부터 훔친 쌀을 팔아 공부시켜 준 것을 알고 괴로워하지만 형무소에 가는 것을 각오해서까지 아들의 출세를 바란 아버지의 마음을 느껴 열심히 공부한다. 첫사랑의 미옥은 고향에 있지만, 아내 혜순에게 최선을 다한다.
- 윤유선 : 정혜순 역

송준태의 아내.
- 김영란 : 문성자 역 - 송만호의 첫사랑
- 예지원 : 윤정희 역 - 1954년생. 성자의 딸
- 김희정 : 임꼭지(송꼭지) 역 - 내레이션

1967년생. 송만호과 김복녀의 외손녀로, 아홉 살 때 졸지에 부모를 잃고 고아가 되어 아이가 없는 큰외삼촌 준태의 양녀가 된다. 순진함과 순수함, 조숙함을 겸비해 엉뚱하고 기발한 시점에서 세상을 본다.

### 주변 인물
- 장덕수 : 정호민 역 -  혜순의 동생
- 이요원 : 허지혜 역 -  명태 반 학생
- 강래연 : 주끝순 역 -  명태 반 학생
- 맹세창 : 배경구 역 - 상란의 아들
- 한선구 : 김봉춘 역
- 안신우 : 주끝순의 남편 역

### 그 외 인물
- 장연식 : 송옥분 역 - 임꼭지의 어머니, 송만호과 김복녀의 장녀. 사망.
- 미상 : 임진모 역 - 임꼭지의 아버지. 사망.
- 손종범 : 김영철 역. 현태와 함께 파출소에서 근무하는 경찰.
- 김준모
- 하대경
- 김응석 : 장준일 역
- 홍성민 : 김중섭 역 - 지연의 아버지, 기업체 회장
- 김일우 : 김지석 역 - 지연의 오빠
- 김예령 : 미옥 역 - 김지석의 아내, 준태의 첫사랑
- 김영옥 : 상국의 어머니 역
- 박충선 : 상국 역 - 정희의 남편
- 장수혜 : 금순 역 - 상국의 딸
- 천호진 : 조동철 역 - 배상란의 전남편(상란과 결혼을 하다 이혼 후 국회의원이었지만 검찰에 잡혀 구속당함)
- 조병기 : 조동철의 비서 역
- 최은숙 : 진길 할머니 역
- 신소미 : 숙자 역
- 양재원
- 최상길
- 양형호
- 나재균
- 한규희
- 박규점
- 이종래
- 차기환
- 김관기
- 박현 : 엄상수 역 - 송준태의 친구 역
- 이용진
- 안대용 : 수원지청 부장검사 역
- 이한위
- 오성열
- 최병학 : 교감 역
- 맹봉학 :
- 강성현 : 정철경 역

## 참고 사항
- 당초 아침 TV 소설로 기획되었으나 《사랑하세요?》 후속 주말극으로 편성을 바꿔 2000년 3월 초 첫 회가 나갈 예정이었다. 그러나, 주요 연기자들 섭외 문제로 어려움을 겪었으며 이 때문에 KBS는 30부작이었던 《사랑하세요?》를 6부 늘린 36부작으로 끝냈다.
- 전작 《사랑하세요?》와 마찬가지로 폭력성 문제 때문에 방송위원회로부터 징계 조치를 받았다.[1]